# Louis François Benoit
Louis François Benoit   (Passy, 5 d'agost de 1847 - París, 1901) fou un pianista i compositor parisenc.
Estudià el Conservatori de la seva ciutat natal i aconseguí els premis de piano, orgue, harmonia i fuga.
Amés de les seves composicions musicals se li deuen: Lecture rythmique, égalité des mains et des doigts i Méthode de lecture musicale.